# John Banville
William John Banville (Wexford, 1945. december 8.) ír regényíró, novellaíró, drámák adaptálója és forgatókönyvíró. Bár úgy írták le, mint "Proust örököse Nabokovon keresztül", maga Banville azt állítja, hogy igazából W. B. Yeats és Henry James gyakoroltak befolyást a munkáira.
Banville elnyerte az 1976-os James Tait Black Emlékdíjat, a 2003-as Nemzetközi Nonino-díjat, a 2005-ös Booker-díjat, a 2011-es Franz Kafka-díjat, a 2013-as osztrák Állami Európai Irodalmi Díjat és a 2014-es Asztúria hercegnője irodalmi díjat. 2007-ben a Királyi Irodalmi Társaság tagjává választották, 2017-ben Olaszország az Ordine della Stella d'Italia (lényegében lovagi cím) Cavaliere-jévé tette. Az Aosdána egykori tagja, 2001-ben önként lemondott az anyagi ösztöndíjról egy másik, szegényebb író javára.
A délkelet-írországi Wexfordban született Banville 1971-ben adta ki első regényét Nightspawn címmel. Két évvel később a második, a Birchwood követte. Az 1976 és 1982 között megjelent "The Revolutions Trilogy" három műből áll, amelyek mindegyikét egy-egy neves tudósra hivatkozva nevezett el: Doctor Copernicus, Kepler és The Newton Letter. Következő munkája, a Mefisto matematikai témájú volt. 1989-ben megjelent The Book of Evidenceí című regénye, amelyet a Booker-díjra jelöltek ki, és az akkori Guinness Peat Aviation díj nyertese egy második trilógiát jelentett be, három olyan alkotást, amelyek a műalkotással közösen foglalkoznak. A "The Frames-trilógiát" a Ghosts és az Athena fejezi be, mindkettő az 1990-es években jelent meg. Banville tizenharmadik regénye, a The Sea (Tenger) 2005-ben elnyerte a Booker-díjat. Ezen kívül Benjamin Black néven krimiket ad ki – ezek többsége Quirke, egy dublini székhelyű ír patológus karaktere. A Quirke patológusról szóló sorozat mellett 2014-ben írt egy regényt a klasszikus magándetektívvel, Philip Marlowe-val.

## Élete és családja
Agnes (született Doran) és Martin Banville garázstisztviselő gyermekeként született az írországi Wexfordban. Három testvér közül ő a legfiatalabb; bátyja, Vincent szintén regényíró és a sajátja mellett Vincent Lawrence néven is írt. Nővére, Anne Veronica "Vonnie" Banville-Evans írt egy gyerekregényt és egy memoárt a wexfordi felnőttkorról. Banville tizenéves korában ellopott egy könyvet a Wexford Megyei Könyvtárból.
Banville a wexfordi CBS Primary-ben, a Christian Brothers iskolájában és a wexfordi St Peter's College középiskolában tanult. Annak ellenére, hogy festőnek és építésznek készült, nem járt egyetemre és ezt így jellemezte: "Nagy hiba. Mennem kellett volna. Sajnálom, hogy nem vettem ki azt a négy évet, amikor berúgtam és beleszerettem. De el akartam szabadulni a családomtól. Szabad akartam lenni."
Iskola után hivatalnokként dolgozott az Aer Lingusnál, ami lehetővé tette számára, hogy nagyon kedvezményes áron utazhasson. Ezeket az árakat Görögországba és Olaszországba utazva használta ki. Miután visszatért Írországba, a The Irish Press alszerkesztője lett, mielőtt a The Irish Press 1995-ben összeomlott, Banville a The Irish Times ír napilap alszerkesztője lett. 1998-ban nevezték ki irodalmi szerkesztőnek. Az Irish Times is pénzügyi nehézségekkel küzdött és Banville-nek felajánlották, hogy válasszon egy elbocsátási csomagot (végkielégítést), vagy dolgozzon a szolgáltatások osztályának alszerkesztőjeként. Elment.
Banville-nek két fia született Janet Dunham amerikai textilművésszel kötött házasságából, akivel az 1960-as években ismerkedett meg. Amikor 2012-ben a házasság felbomlásáról kérdezték, Banville azonnali gondolatai a gyermekeire gyakorolt hatásra irányultak; „Nehéz volt nekik” – mondta. Később két lánya született egy másik kapcsolatból. Dublinban él.

## Irodalmi munkássága
Banville 1970-ben adta ki első könyvét, egy novellagyűjteményt Long Lankin címmel. Első kiadott regényét, a Nightspawn-t megtagadta, és ezt "kényelmesnek, pózolónak, abszurd igényesnek" nevezte.
Ismeretlen íróként az 1980-as években bejárta a dublini könyvesboltokat – „és akkoriban sok könyvesboltunk volt” – Kepler című regénye megjelenése körül, „és egyetlen könyvem sem volt sehol.". De 2012-ben megjegyezte: "Nem éreztem rosszul magam tőle, mert olyan könyveket írtam, amilyeneket szerettem volna. És senkit sem hibáztathattam magamon kívül, ha nem keresek pénzt, ez nem az. senki hibája. Senki sem volt köteles megvenni a könyveimet."
1990 óta Banville rendszeres munkatársa a The New York Review of Booksnak.
Banville trilógiát írt: az első, a The Revolutions Trilogy a tudomány nagyjaira összpontosított, és Doctor Copernicus-ból (1976), Kepler (1981) és a The Newton Letter-ből (1982) állt. Elmondta, hogy azután kezdte el érdekelni Kepler és más tudósok, hogy elolvasta Arthur Koestler könyvét, a The Sleepwalkers-t (Az alvajárók). Felismerte, hogy hozzá hasonlóan a tudósok is igyekeznek rendet teremteni munkájukban.
A trilógia második része, amelyet néha összefoglalóan The Frames Trilogy-ként emlegetnek, a The Book of Evidence (1989) című részből áll, amelynek több szereplője szerepel a Ghosts-ban (1993); az Athena (1995) a harmadik, amely megbízhatatlan narrátort vonultat fel és feltárja a műalkotások erejét.
A trilógia harmadik része az Eclipse-ből, a Shroud-ból és az Ancient Light-ból áll, amelyek mindegyike Alexander és Cass Cleave szereplőire vonatkozik.
Szeretettel írt John McGahernről, aki elvesztette állását, miközben munkahelye és a katolikus egyház elítélte, amiért közeli kapcsolatba került egy külföldi nővel. Amikor 2006 márciusában egy könyves körútján az Egyesült Államokban volt, Banville telefonhívást kapott: "Attól tartok, rossz hírem van. John Banville meghalt". Banville azonban tisztában volt vele, hogy McGahern rosszul van, és miután elvégezte a szükséges ellenőrzéseket annak tisztázására, hogy életben van-e, arra a következtetésre jutott, hogy McGahern halt meg. És úgy volt.
A 2006-ban megjelent Christine Falls-tól kezdve Banville krimit írt Benjamin Black néven. Sokkal gyorsabban írja meg Benjamin Black krimijét, mint irodalmi regényeit. Munkáját Blackként mesterségként értékeli, míg Banvilleként művészetként. A krimiírást saját szavai szerint "olcsó fikciónak" tartja. A La Nación argentin újságban Juan José Delaney-vel 2008 júliusában adott interjúban Banville-t megkérdezték, hogy a könyveit lefordították-e ír nyelvre. Azt válaszolta, hogy senki sem fogja lefordítani őket és gyakran pejoratívan nyugat-britként emlegetik.
Beszámolót írt Caravaggio 1602-ben készült The Taking of Christ című festményéről a Lines of Vision című könyvhöz, amelyet 2014-ben adtak ki az Ír Nemzeti Galéria fennállásának 150. évfordulója alkalmából.
Hozzájárulást nyújtott a 2015-ben megjelent Sons+Fathers című könyvhöz, hogy forrásokat biztosítson az Irish Hospice Foundation azon erőfeszítéseihez, hogy a halálos állapotú betegeket saját otthonukban lássák el.
A kritikusok Banville-t az angol mesteri stylistjaként tartják számon, és írásait tökéletesen kidolgozottnak, gyönyörűnek, káprázatosnak minősítették. Sötét humoráról és éles, télies szellemességéről ismert.

## Idézet
```
"Manapság, amikor 
Dubajról
 készült fényképeket látunk, mi, az idősebb generáció dörzsöljük a szemünket a csodálkozástól. Ebben a sivatagi városban már elérkezett a jövő, amely fiatal korunkban még távolinak, vagy egyszerűen lehetetlennek tűnt. És – ki gondolta volna? – éppolyan dementálisan giccses, mint bármi, amit a "New Worlds"
(wd)
 vagy az "
Astounding Science Fiction
" címlapjaira álmodtak meg. Nézem ezeket a dolgokat, például a 
The Bridge
-et stb., de úgy tűnik, hogy minden egyes műsor úgy kezdődik, hogy egy fiatal nőt megerőszakolnak, meggyilkolnak, kizsigerelnek, és egy szeméttelepre dobnak, és ha én nő lennék, nagyon hangosan tiltakoznék ez ellen."
```

## Művei
- Long Lankin, 1970
- Nightspawn. London: Secker & Warburg, 1971
- Birchwood. Secker & Warburg, 1973
- The Revolutions Trilogy:
  - Doctor Copernicus. Secker & Warburg, 1976
  - Kepler. Secker & Warburg, 1976
    - Kepler – Európa, Budapest, 1983 (Modern könyvtár) · ISBN 963073236X · Fordította: Barkóczi András

  - The Newton Letter. Secker & Warburg, 1982
    - A Newton-levél in: Égtájak 1988/89, Európa, 1989, fordította Barkóczi András
- Mefisto. Secker & Warburg, 1986
- The Frames Trilogy
  - The Book of Evidence. Secker & Warburg, 1989
  - Ghosts. Secker & Warburg, 1993
  - Athena. Secker & Warburg, 1995
- The Untouchable. London: Picador, 1997
- The Alexander and Cass Cleave Trilogy
  - Eclipse. Picador, 2000
  - Shroud. Picador, 2002
  - Ancient Light. London: Viking Penguin, 2012
- The Sea. Picador, 2005
  - A tenger – Geopen, Budapest, 2009 (Geopen regénytár) · ISBN 9789639765665 · Fordította: Pordán Ferenc
- The Infinities. Picador, 2009
  - Végtelenek – Geopen, Budapest, 2012 · ISBN 9789639973381 · Fordította: Pordán Ferenc
- The Blue Guitar. Viking Penguin, 2015
- Mrs Osmond. London: Penguin, 2017
- Snow. London: Faber & Faber, 2020 ISBN 978-1335230003
  - Hó – Helikon, Budapest, 2023 · ISBN 978-963-479-888-0 · Fordította: Pordán Ferenc
- April in Spain. Faber & Faber, 2021
  - Tavasz Spanyolországban – Helikon, Budapest, 2025 · ISBN 9789634798897 · Fordította: Pordán Ferenc
- The Singularities (2022)

### Benjamin Black
- Christine Falls (2006)
- The Silver Swan (2007)
- The Lemur (2008)
- Elegy for April (2010)
- A Death in Summer (2011)
- Vengeance (2012)
- Holy Orders (2013)
- The Black-Eyed Blonde (2014)
  - A fekete szemű szőke. Philip Marlowe visszatér (The Black-Eyed Blonde) – GABO, Budapest, 2018 · ISBN 9789634065838 · Fordította: Roboz Gábor
- Even the Dead (2016)
- Snow (2017)
- Prague Nights (UK) / Wolf on a String (USA) (2017)
- The Secret Guests (2020)
- April in Spain (2021)

## Filmek
- Találkozás (magyar kisjátékfilm, 1975)[20]
- Reflections[21]
- Seascape (TV-film, 1994)
- The Last September (Az utolsó ősz, francia-angol-ír filmdráma, 1999)
- Albert Nobbs (angol-izlandi filmdráma, 2011)[22]
- Quirke (ír-angol thriller minisorozat, 2013)
- The Sea (2013)
- Marlowe (2022)

## Fordítás
- Ez a szócikk részben vagy egészben  a   John Banville című angol Wikipédia-szócikk fordításán alapul.  Az eredeti cikk szerkesztőit annak laptörténete sorolja fel. Ez a jelzés csupán a megfogalmazás eredetét és a szerzői jogokat jelzi, nem szolgál a cikkben szereplő információk forrásmegjelöléseként.